# 雷泰勒
雷泰勒（法語：Rettel，法語發音：[ʁɛtɛl]）是法国摩泽尔省的一个市镇，属于蒂永维尔区。

## 地理
雷泰勒（49°26'35"N, 6°19'40"E）面积6.89 平方千米，位于法国大東部大區摩泽尔省，该省份为法国东北部内陆省份，是洛林的一部分，西南接默尔特-摩泽尔省，东临下莱茵省，北与卢森堡和德国接壤。
与雷泰勒接壤的市镇（或旧市镇、城区）包括：摩泽尔河畔贝格、孔茨莱班、安坦、凯尔兰莱锡尔克、上孔茨、马兰、锡尔克莱班。
雷泰勒的时区为UTC+01:00、UTC+02:00（夏令时）。

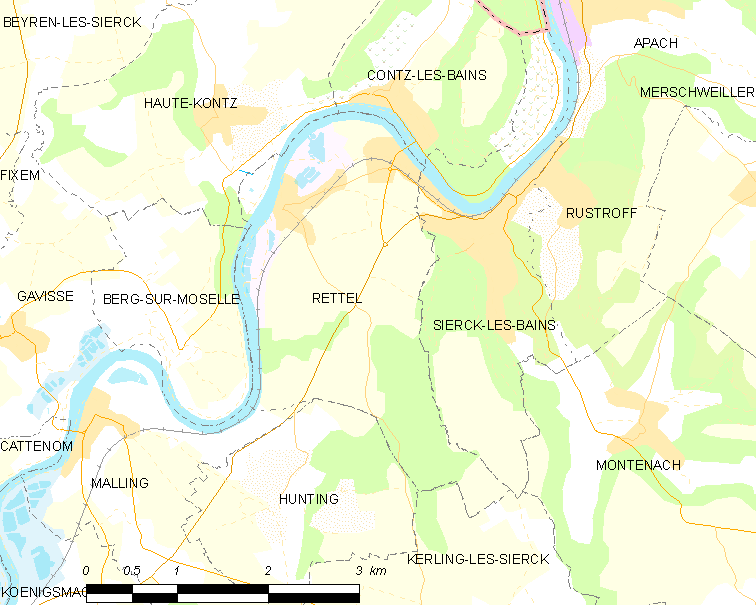
雷泰勒的OSM定位图

## 行政
雷泰勒的邮政编码为57480，INSEE市镇编码为57576。

## 政治
雷泰勒所属的省级选区为布宗维尔县。

## 人口

1962-2008年间雷泰勒人口变化图示

雷泰勒于2022年1月1日时的人口数量为849人。